# Recess
Recess (lat. recessus, tillbakaträdande), en i de nordtyska städerna under medeltiden använd beteckning (liktydig med "avsked", abschied) på ett beslut, som fattats av några städers representanter efter gemensam överläggning. Sedermera övergick ordet att beteckna protokoll, som hållits över förhandlingarna. I Norden var under 1400–1600-talen recess namn på vissa överenskommelser och fördrag samt de större lagar, som stiftades på herre- eller riksdagarna. Om de viktigaste recesserna, vad Sverige vidkommer, se Nyköpings recess (1396), Kalmar recess, Malmö recess och Västerås recess. De viktigaste i Danmark var Odense recess (1527), som bestämde biskoparnas ställning och lade grunden till allmän trosfrihet, Köpenhamns recess (1536), genom vilken reformationen infördes, samt Kristian IV:s lilla och stora recess (1615 och 1643).